# 아키코 여왕 (1640년)
아사노미야 아키코 여왕 (浅宮 顕子女王, 칸에이 17년 음력 2월 13일 (1640년 4월 4일) ~ 엔호 4년 음력 8월 5일 (1676년 9월 12일))은 에도 막부 4대 쇼군 도쿠가와 이에츠나의 미다이도코로 (정실)이다. 후시미노미야 사다키요 친왕의 3녀이다. 아명은 아사노미야 (浅宮), 법명은 코겐인(高巌院)이다.
언니는 키슈가 2대 번주 도쿠가와 미츠사다의 정실 (고렌쥬)인 야스노미야 테루코 여왕이다. 후의 8대 쇼군이 되는 도쿠가와 요시무네가 키슈번 5대 번주였을 당시의 고렌쥬로 맞이한 사나노미야 마사코 여왕의 작은어머니뻘이다.

## 생애
후시미노미야 사다키요 친왕의 딸로써 교토에서 태어났다. 어머니는 우키타 히데이에의 딸이자 도요토미 히데요시의 양녀인 오나구노카타이다.
도후쿠몬인의 알선으로 쇼군 이에츠나와 혼약을 맺었다. 메이레키 3년 (1657년) 4월 5일에 교토를 떠나, 같은 달 23일에 에도성 혼마루 오오쿠에 들어왔다. 아이코 여왕 소속 죠로로써 교토에서 아네코지노츠보네나 아스카이노츠보네 등이 따라왔다. 7월 10일에 에도성 니시노마루에서 결혼식을 거행했다.
만지 2년 (1659년) 9월 5일 혼마루 오오쿠에 들어가 미다이도코로라고 불리게 되었다. 엔호 원년 (1673년)에 종3위에 올랐다.
엔호 4년 (1767년), 유방암이 발병하였다. 이에츠나로부터 직접 의사의 진찰을 받도록 권유받았으나, "발 밖의 사람을 대면하는 것은 공가의 예를 문란하게 한다"며 의사의 촉진을 거부했다. 병에 시달리면서도 한번도 "괴롭다"라고 말하지 않았다고 한다. 같은 해 8월 5일에 37세의 나이로 사망하였다. 묘소는 토에이잔 칸에이지에 있다. 계명은 고엄원전월윤원진대자(高厳院殿月潤円真大姉)이다. 이에츠나와의 사이에선 자식은 없다.

## 아키코 여왕이 나오는 작품
- 오오쿠 (1968년, 칸사이테레비, 배우 : 후지 준코)
- 오오쿠 (1983년, 칸사이테레비, 배우 : 나카노 료코)